# Kulturmiljøpædagogik
 Der er for få eller ingen kildehenvisninger i denne artikel, hvilket er et problem. Du kan hjælpe ved at angive troværdige kilder til de påstande, som fremføres i artiklen.

Kulturmiljøpædagogikken er læring/undervisning, som praktiseres/tillempes i kulturmiljøer som arkæologiske pladser, kulturhistoriske bygninger og større bygnings- og landskabsmiljøer. Det man ser, hører og føler har stor betydning for læringen samt for at kunne sige, at det var netop her, det skete.